# Vladimir Baklan
Vladimir Baklan (ou Volodymyr Baklan) est un joueur d'échecs ukrainien né le 25 février 1978. Grand maître international depuis 1998 et champion d'Ukraine en 1997 et 1998, il a remporté le championnat du monde d'échecs par équipe et le mémorial Rubinstein en 2001.
Au 1er juin 2016, Baklan est le 19e joueur ukrainien avec un classement Elo de 2 614.

## Compétitions par équipe
Baklan a représenté l'Ukraine lors de deux olympiades : en 2000 (médaille de bronze par équipe) et 2002, ainsi que de deux championnats d'Europe par équipe (2001 et 2003).

## Tournois individuels
Baklan fut premier ex æquo de l'open de Cappelle-la-Grande en 1997 (victoire de Vladimir Bourmakine au départage).
Vladimir Baklan a remporté les tournois de :
- Bad Zwesten 1999[3] (ex æquo avec Lautier et Chtchekatchev)
- Kiev 2000,
- Polanica-Zdroj (mémorial Rubinstein) en 2001,
- Guingamp 2004 ;
- l'open d'Essent en 2005[4],

Il finit premier ex æquo de l'open de Reykjavik en 2011 (troisième au départage).